# Álvaro Ahunchain
Álvaro Ahunchaín (24 de marzo de 1962) es un docente, creativo publicitario, dramaturgo y director de teatro uruguayo.

## Biografía
Cursa su escolaridad en la Escuela y Liceo Elbio Fernández.
Con el retorno a la democracia dirigió sucesivamente las campañas publicitarias de las candidaturas de Julio María Sanguinetti, Juan Andrés Ramírez, Guillermo Stirling y Oscar Magurno. Desde 2005 dirige Ahunchain Comunicación.
Se desempeña como columnista en el diario El País de Montevideo. También fue panelista en el programa televisivo Esta boca es mía y escribe en MontevideoCOMM, caracterizándose por su "incorrección política".
Escribió varias obras de teatro, también dirigió piezas de otros autores.
Casado en tres ocasiones, tiene cinco hijos y dos nietos.

## Selección de obras
Teatro
- La culpa[6]
- El estado del alma
- ¿Dónde estaba usted el 27 de junio?
- Se deshace más fácil el país de un hombre que el de un pájaro
- Miss Mártir
- All that tango
- Hijo del rigor
- Cómo vestir a un adolescente
- El séptimo domingo
- Nuestra amante
- Como vos y yo (adaptación del original de Cecilia Curbelo)[7]
- Perfectos desconocidos[8]

Televisión
- humorístico Gastos comunes (Canal 10; Premio “Tabaré” 1998)
- musical ¡Casting! (Teledoce; Premio “Iris” 2002)
- humorístico El punto je (Monte Carlo TV, 2006)
- magazine De palos y astillas (Monte Carlo TV, 2006)